# Poiretia elegans
Poiretia elegans är en ärtväxtart som beskrevs av C.Mueller. Poiretia elegans ingår i släktet Poiretia och familjen ärtväxter. Inga underarter finns listade i Catalogue of Life.